# Gromon Dezső
Vajszkai és bogyáni báró Gromon Dezső (Vajszka, 1838. február 2. – Budapest, 1912. július 25.) politikus, képviselő, honvédelmi államtitkár.

## Életútja
1838-ban született Vajszkán, Bács vármegyében. Atyja Gromon Mór, anyja szentkatolnai Cseh Emilia. Családja francia eredetű; 1739-ben nyerte a magyar indigenátust. Dédatyja, Zsigmond, a magyar nemesi testőrség felfutásakor, 1760-ban annak tagja volt. Ez az őse telepedett meg Bács megyében, a vajszkai és bogyáni uradalmat kapván adományozás útján s innen lett a család előneve vajszkai és bogyáni Gromon.
Gyermekéveit szüleivel falun töltötte. 1847-ben apja elhunyt és édesanyja 1849-ben Bécsbe költözött. Ott és a külföldön a leggondosabb nevelésben részesült és végül a Magyaróvári Császári és Királyi Gazdasági Felsőbb Tanintézetet is elvégezvén, 1861-ben átvette birtokát és letelepedett, majd mint a Bács megyei jegyzői karnak tiszteletbeli tagja, a megyei életben és a politikai küzdelmekben is élénk részt vett és az ellenzéknek lett a vezére. A provizórium alatt egészen gazdaságának élt. Az alkotmány visszaállítása után újra a küzdőtérre lépett, ugyanis megválasztották a megyei balközéppárt elnökének. 1869-ben választották meg első ízben országgyűlési képviselőnek a hódsági kerületben nagy többséggel, miután a bácsi — később tovarisovai — kerületet, melynek területén birtokai is feküdtek, Vukovics Sebőnek engedte át. Az 1872–1875. évi országgyűlésen nem vett részt, s ezen évek legnagyobb részét külföldön töltötte. 1875-ben ismét a bácsi kerületben választották meg képviselőnek és e minőségben működött – kivéve azt az időt, melyet főispáni állásában töltött el –, s a főrendiháznak is tagja és jegyzője volt. A delegációban úgy is mint a képviselőház, s úgy is mint a főrendiház választottja részt vett. 1876-ban, a Bács megyei rendkívüli árvizek alkalmából kormánybiztosnak nevezték ki s feladatainak sikeres megoldása után a király elismerését nyerte jutalmul. Ugyanez év augusztus havában Bács megye, Zombor és Szabadka városok főispánjává nevezték ki. Ebben a minőségében visszaszorította a szerb nemzetiségi, nyelvi törekvéseket főként a szerb többségű zombori közgyűlésben.  1878-ban a Bosznia megszállása alkalmából foganatosított részleges mozgósítás körül szerzett érdemeiért a Szent István-rend kiskeresztjét nyerte.

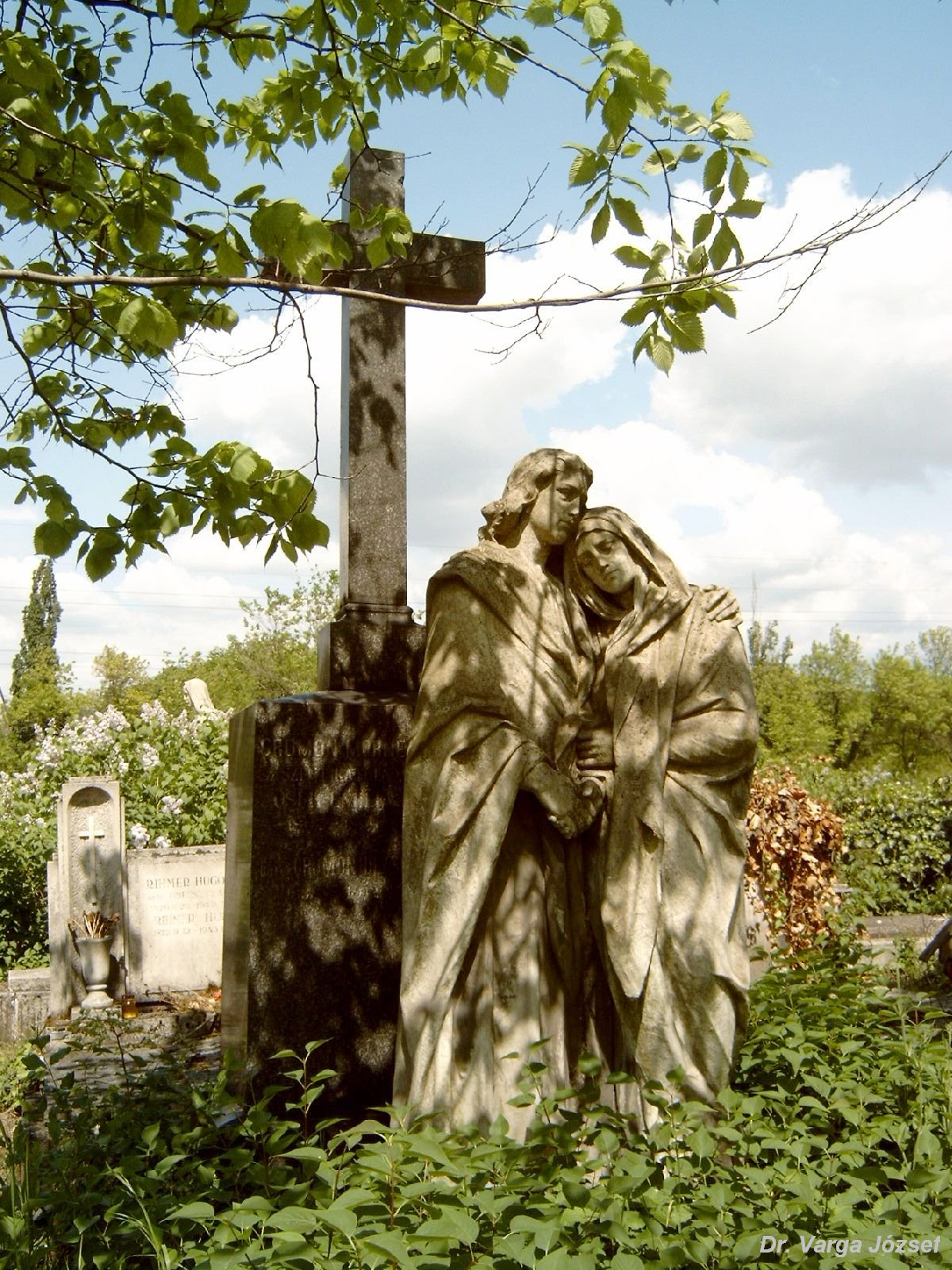
Gromon Dezső sírja Budapesten. Új köztemető: 28-1-212/213.

1880-ban visszalépett a főispánságtól. „1881-ben saját kérelmére, ő felsége által buzgó s hű szolgálatainak és kiváló érdemeinek elismerése mellett, a főispáni állástól fölmentetett; a belügyminiszter pedig állásától való megválása fölött sajnálatát, s eddigi támogatásáért köszönetét fejezte ki. 1882-ben ismét képviselővé választották, s mint ilyen, a mentelmi bizottság elnöki állását töltötte be, amire általánosan elismert lovagias jelleme kiválóan alkalmassá tette.” Ugyanezen év őszén kormánybiztosi minőségben Pancsovára küldték ki a csángók visszatelepítésének vezetésére és egyúttal a Pancsova–kubini Ármentesítési és Vízszabályozási Társulat kormánybiztosságával is megbízták. Itt érte 1884-ben honvédelmi államtitkárrá történt kineveztetése.
„Zombor városa a főispáni állástól történt megválásakor a törvényhatóság érdekében szerzett érdemei elismeréséül egyik utcáját őróla nevezte el, Pancsova városa is hasonló módon fejezte ki kormánybiztosi működése iránti elismerését, s hogy mennyi vonzalmat és ragaszkodást tudott maga iránt kelteni a kormányzatára bízott területek lakosságánál, mutatja az is, hogy még később is évenként százával keresték fel ezen vidékek lakosai ügyes-bajos dolgaikban, tőle várván jó tanácsot és igazságot.”
Államtitkári működésének elismeréséül I. Ferenc József a másodosztályú Vaskorona-renddel tüntette ki. 1894. november 10-én valóságos belső titkos tanácsosi rangot kapott. 1906-ban a Fővárosi Közmunkák Tanácsának alelnöke lett, egyszersmind a bárói rangot is elnyerte.
Elhunyt 1912. július 25-én, örök nyugalomra helyezték 1912. július 27-én délután a Kerepesi úti temetőben a családi sírboltba (Falsírboltok bal/478). 1953-ban a Kerepesi úti temető 391-től 554-g terjedő bal oldali falsírboltjainak felszámolásakor a Luigi Mazzi olasz származású kőfaragó emlékművével díszített családi sírboltot az Új köztemetőbe helyezték át.